# Generale Sherman

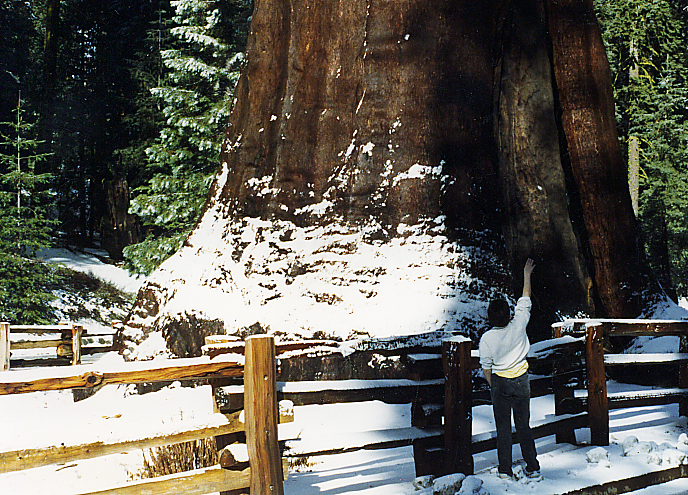
La base del Generale Sherman

Il Generale Sherman è un imponente esemplare di sequoia gigante (Sequoiadendron giganteum). Si tratta di uno degli esemplari più alti al mondo di tale specie, raggiungendo gli 83,8 m. Sebbene non sia l'albero più alto del mondo (il primato appartiene attualmente alla Sequoia sempervirens chiamata Hyperion), è sicuramente il più grosso in termini di volume, e si può considerare il più grande organismo vivente sempre per volume. Il suo volume è stato stimato in 1.487 m³, mentre la massa è di circa 1.910 tonnellate.

## Storia
L'albero si trova nella Foresta gigante nel Parco nazionale di Sequoia, a est di Visalia in California e si ritiene abbia tra 2 300 e 2 700 anni.
Venne chiamato così in onore di William Tecumseh Sherman, un generale della Guerra di secessione americana, dal naturalista James Wolverton nel 1879.

## Dimensioni

Il Generale Sherman

Misurazioni effettuate nel 1975 hanno prodotto i seguenti risultati:
|                                          | Metri   |
| ---------------------------------------- | ------- |
| Altezza dalla base                       | 83,80   |
| Circonferenza sul terreno                | 31,30   |
| Diametro massimo alla base               | 11,10   |
| Diametro a 1,37 m sopra la base          | 7,70    |
| Diametro a 18 m sopra la base            | 5,30    |
| Diametro a 55 m sopra la base            | 4,30    |
| Diametro del ramo più grande             | 2,10    |
| Altezza del primo grande ramo dalla base | 39,60   |
| Estensione media della chioma            | 32,50   |
| Volume stimato della massa legnosa (m³)  | 1 486,6 |